# Podmaniczky Frigyes tér
A Podmaniczky Frigyes tér közterület Budapest V. kerületében.

## Fekvése
A téglalap alakú tér a Bank és a Vadász utcák folytatása, az Arany János utca és a Bajcsy-Zsilinszky út által határolt területen fekszik, az Arany János utcai metrómegálló fölött.

## Története
A területen eredetileg a 19. században épített háztömb állt, ami nagyrészt 1944–1945 során Budapest ostroma idején semmisült meg. A visszabontott házat a lakók és az üzletek még éveken át nem hagyták el, 1947-ben még teljes újjáépítését tervezték. 1952-ben a romos telkek helyén, a Bank utca, Bajcsy-Zsilinszky út és Arany János utca körzött az Esti Budapest című újság szerint egy nem sokkal június előtt létesített, „eléggé kihalt” park volt, amelyben „az elültetett fenyőfák ide-oda görbültek”, még egyetlen ülőalkalmatosság – bár ezt a hiányosságot a kerületi tanács még abban az évben 22 pad elhelyezésével pótolta –, vagy játszótér – később, még az 1950-es években ez is létesült – sem volt és – mivel a Bajcsy-Zsilinszky út felől nem volt bekerítve – a „fegyelmezetlen járókelők” belegázoltak a pázsitba, tönkretéve azt. 1961-ben szökőkúttal egészítették ki, amelyet ünnepnapokon az esti órákban színes reflektorral világítottak meg. Ezt követően az 1979–1981 folyamán épült metróállomás körüli tereprendezés során a tér a szerényebb méretű zöldsávok mellett közlekedési funkciót kapott.
A nyugati szélén, a Vadász utca felőli fronton ugyanis 1981 végén alakították ki a M3-as metróvonal átadásával egy időben a Nyugati pályaudvartól meghosszabbított útvonalon közlekedő 72-es és 73-as trolibuszok végállomását. (A két járat addig a Nyugati pályaudvarnál a Nagymező utcánál, majd a Jókai utcában fordult vissza.) A tér zöldfelületeit 50 -70 centiméter magasságú kiemelt ágyásokként alakították ki, amiket előregyártott műkő és helyszínen készített bazalt kockakőből épített támfalakkal raktak körül.
1982-ben vetette fel Ságvári Ágnes, Budapest Főváros Levéltárának főigazgatója, hogy az Arany János utcai metróállomás fölötti teret Podmaniczky Frigyesről nevezzék el. A már a térrendezéskor megtervezett, de csak 1983-ban felállított díszburkolaton kockakövekkel kirakott kis vízmedence épült, amelynek közepén díszkút működött, a Bank utca felőli oldalon. A csobogó Bányai József alkotása volt, ami egy 150 centiméter átmérőjű és 20 centiméter magas bimbószerű kőszobor 15 centiméteres csőalapon.
Az addig névtelen V. kerületi közterületet a Végrehajtó Bizottság 1983-ban nevezte el Podmaniczky térnek, majd 1984-ben egy Madarassy Walter által készített báró podmanini és aszódi Podmaniczky Frigyes domborműves emléktáblát helyeztek el a téren. (A közelében található egy márványtábla is).
Krúdy Gyula Podmaniczky hátrahagyott irataiból írt regényét magában foglaló Egy krónikás könyvéből című munkájából értesülhetünk arról, hogy Frigyes báró özvegy édesanyja a Vadász utca 2. számú sarokházban bérelte az első emeletet, 17 utcára néző ablakkal – fia is gyakran megfordult ezen a helyen.
Bár modellje már 1986-ban kész volt, de csak 1991 óta áll a téren Kő Pál a névadót ábrázoló Podmaniczky Frigyes-emlék című alkotása. Boros Géza művészettörténész 1994-ben így írt a térről: „historizáló térfalaival, zöld felületeivel, egyszerre forgalmas és félreeső belvárosias jellegével kedvező adottságú ugyan, a közvetlen környezet azonban (a metróépület és tartozékai, a trolivégállomás, a föld alatti WC, a gondozatlan növényzet és az árusbódék összevisszasága) meglehetősen lehangoló.” A tér nyilvános vécéjét a Fővárosi Csatornázási Művek illemhelyeket üzemeltető cége (a Fővárosi Közgyűlés 2009. májusi döntése nyomán, mivel profiltisztítás címen 1996 óta addig az Il-Net Kht-t – a FCSM Zrt. cégét – bízta meg a budapesti, akkor még 112 db közterületi nyilvános illemhely üzemeltetésével, amikből 13 év után 74 nagyon rossz állapotú maradt meg csupán, fele teljesen használhatatlan, romos állapotban került vissza) a 2010-es önkormányzati választás előtt egy nightclubnak adta ki, szerződése 2020. június 3-áig szólt és felmondással nem volt megszüntethető.

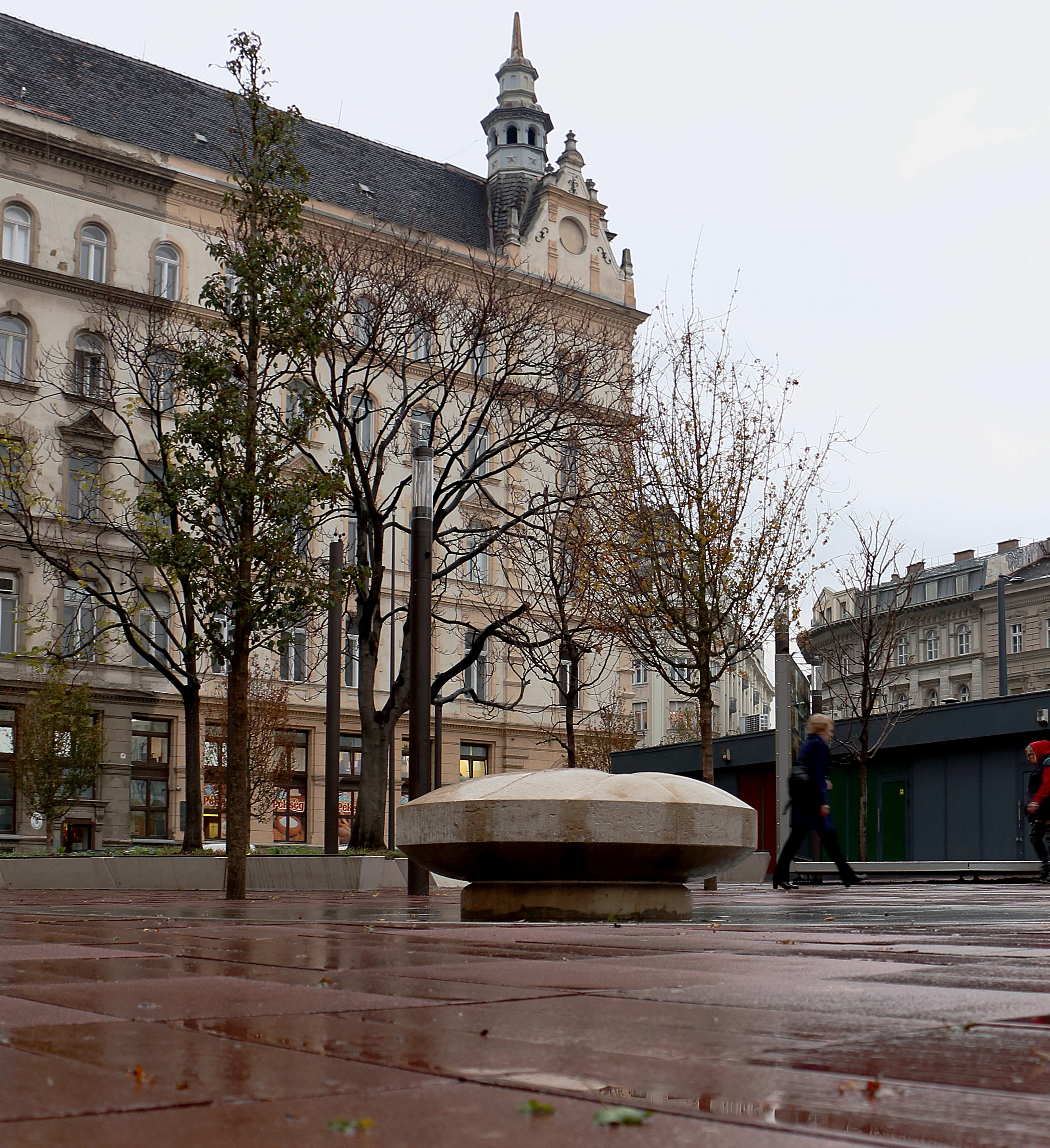
Bányai József csobogója, 2019 telén

2019-ben az Arany János utcai metróállomás felszíni épülete körüli zöldfelületet megnövelték: 220 négyzetméter cserje- és 40 négyzetméter évelőfelület mellett 82 új fát ültettek ki, egy úgynevezett gyökércellarendszer segítségével, amit Magyarországon itt és a József nádor téren alkalmaztak először. Megszüntették a trolibusz-végállomást, és a tervek szerint a 72-es és 73-as trolibuszok útvonalát összekötik a 74-es és 83-as járatokéval. Megújult a közvilágítás, valamint természetes (gránit és porfir) kőburkolatokat alakítottak ki, a „belső városrészek és a Duna kapcsolat” részeként. A teret 2019. októberben adták át.

## Nevezetes épületek
| hrsz.                                                                               | utcanév, házszám            | építés éve | sarokház                       | építtető                                  | tervező                          |
| ----------------------------------------------------------------------------------- | --------------------------- | ---------- | ------------------------------ | ----------------------------------------- | -------------------------------- |
| Podmaniczky Frigyes tér belső oldala (a második világháborúban elpusztult épületek) |                             |            |                                |                                           |                                  |
| 24775                                                                               | Bajcsy-Zsilinszky út 26.    | 1811       | Arany János utca 36.           | Reinold Jakab                             | Zitterbarth Mátyás               |
| 24776                                                                               | Bajcsy-Zsilinszky út 26-28. | 1875       | Vadász utca 3.                 | Neuwelt Hermann (Ármin)                   | Weber Antal                      |
| 24777                                                                               | Bajcsy-Zsilinszky út 30-32. | 1875       | Bank utca 9., Vadász utca 5–7. | Tafler Kálmán                             | Vojta Donát                      |
| 24777                                                                               | Bajcsy-Zsilinszky út 30-32. | 1912       | Bank utca 9., Vadász utca 5–7. | Magyar Bank és Kereskedelmi Rt            | Ágoston Emil                     |
| Podmaniczky Frigyes tér külső oldala, a tér házszámozásának sorrendjében            |                             |            |                                |                                           |                                  |
| 24639                                                                               | Arany János utca 35.        | 1870       | Bajcsy-Zsilinszky út 24.       | Barbár és társa                           |                                  |
| 24774                                                                               | Vadász utca 2.              | 1836       | Arany János utca 34.           | Appiano József, Lyka Anasztáz, Csernovics |                                  |
| 24773                                                                               | Vadász utca 4.              | 1838       |                                | Bayer Dávid, Tauszk Henrik, Armut-ház     | Hild József                      |
| 24773                                                                               | Vadász utca 4.              | 1866       | Tauszk Henrik                  | Hild Károly                               |                                  |
| 24772                                                                               | Vadász utca 6.              | 1840       |                                | Leidenbörger, Luczenbacher-ház            |                                  |
| 24771                                                                               | Vadász utca 8.              |            | Bank uca 7.                    | Ipoly Gábor                               | Medgyes Alajos                   |
| 24791                                                                               | Vadász utca 10.             | 1846       | Bank utca 6.                   | Goldberger Adolf                          | Hild József                      |
| 24793                                                                               | Bajcsy-Zsilinszky út 34.    | 1888       | Vadász utca 9., Bank utca 8.   | Bródy Zsigmond                            | Quittner Zsigmond, Pucher József |

A Podmaniczky Frigyes tér alaptérképén csupán három házszám szerepel: a 3. (24773), a 4. (24772) és a 8. (24793)

### A korábban a tér helyén állt házak

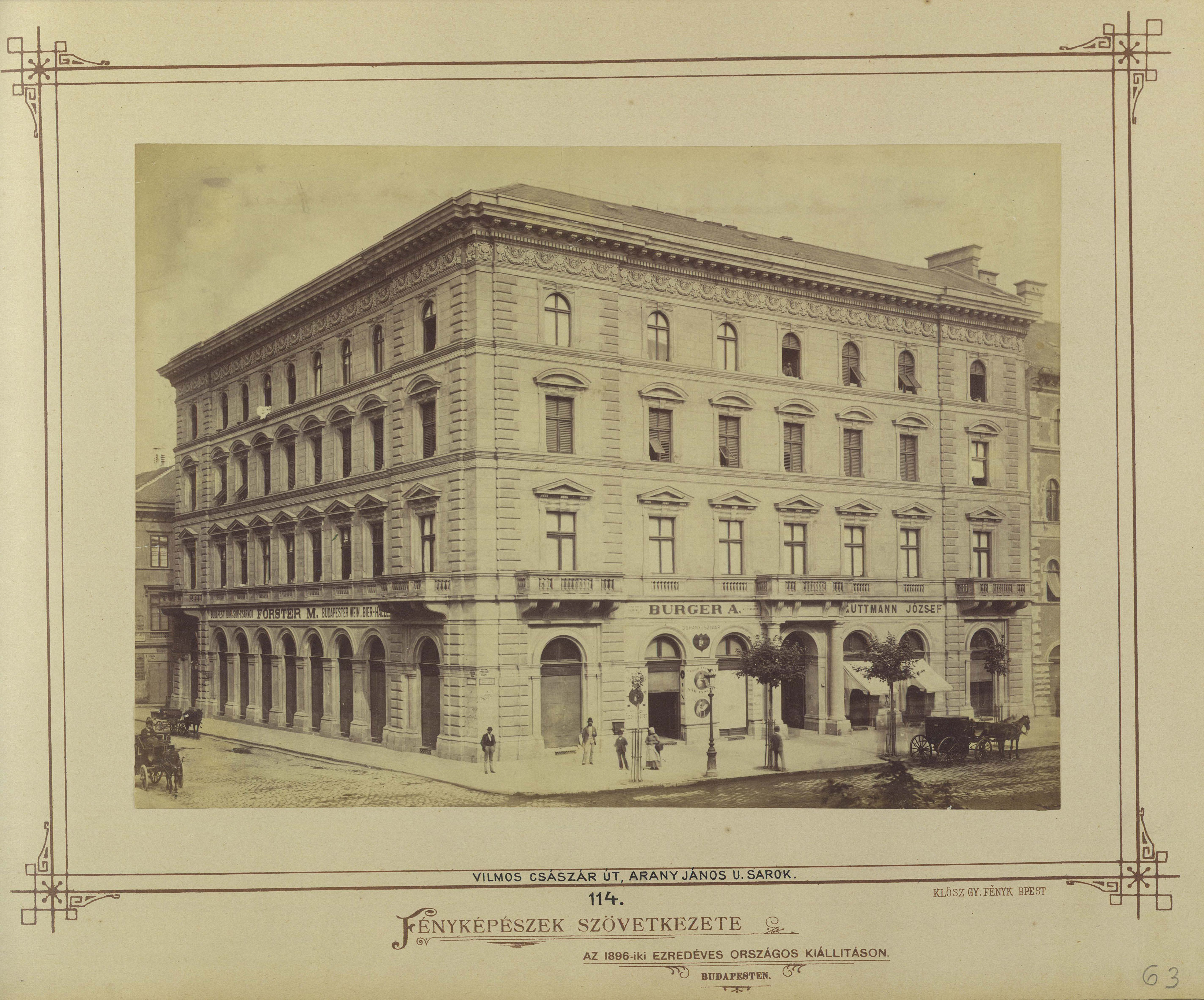
A Neuwelt-ház 1880–1890 között Klösz György fotóján

- A Podmaniczky tér (Váczi krt. 26. szám) helyén 1875-ben Weber Antal tervei alapján épült háromemeletes eklektikus bérház építtetője Neuwelt Hermann (Ármin)[22] volt. Színesüvegezését Róth Zsigmond készítette, mozaikjait Depóid Luigi, szobordíszeit pedig a Szandház műhely.[23] Az Arany János utca felé eső ház nem csak lakóépület volt, irodák és raktárak is helyet találtak benne. Jellege 1912-ben változott meg, amikor az új tulajdonos, a Magyar Bank és Kereskedelmi Rt. az egész tömböt érintő emeletráépítést végzett és lefedte az épület udvarát. 1945. január 16-án kapott találatokat, és jórészt kiégett, a Magyar Szemle című folyóirat első emeleti szerkesztőségével és kiadóhivatalával együtt. Visszabontását követően sem hagyták el a lakók és az üzletek még éveken át: az 1949-ben itt élt Katz Jakab festék-, illatszer és háztartási cikk-kereskedő otthona alatt működött például a Machovits (Mackovits) papíráruszaküzlet, Erős Ervin órásüzlete, Mészáros Vilmos söntése, illetve Kempf Jenő autószaküzlete is.
- A tömb közepén volt a 28. szám, az 1875–1876-ban, neoreneszánsz stílusban felépült Schwarz-ház Petschacher Gusztáv munkája volt. Udvarát 1922-ben a Mai Manó Házat is tervező Nay Rezső és Strausz Ödön tervei szerint fedték be.
- A tér Bank utca felőli oldalán két házhelyet is elfoglaló épület 1906-ban került teljesen a Magyar Kereskedelmi Részvénytársaság tulajdonába, ami még az első világháború előtt két emelet húzatott föl a házra.
  - A tömb közepe felé a 30. szám alatt volt a Hutter József-féle Szappangyár földszintes épülete a 19. század első felében,[24] amit Senger János tervezett.
  - A Podmaniczky tér (Váczi krt. 12., 32.) Vojta Donát tervei alapján a Rill és Schomann céggel 1874-ben épült háromemeletes eklektikus kettős sarokház. A második világháború után bontották le. Építtetője Tafler Kálmán volt. A kőfaragó munkákat Seenger Béla, a színesüvegezést Róth Zsigmond végezte, a mozaikkészítő Depóid Luigi volt, szobordíszeit Ziegelwagner Mátyás készítette.[25]

## Kapcsolódó szócikk
- Podmaniczky utca (VI. kerület, Podmaniczky Lászlóról, 1874)